# Muela de Cortes

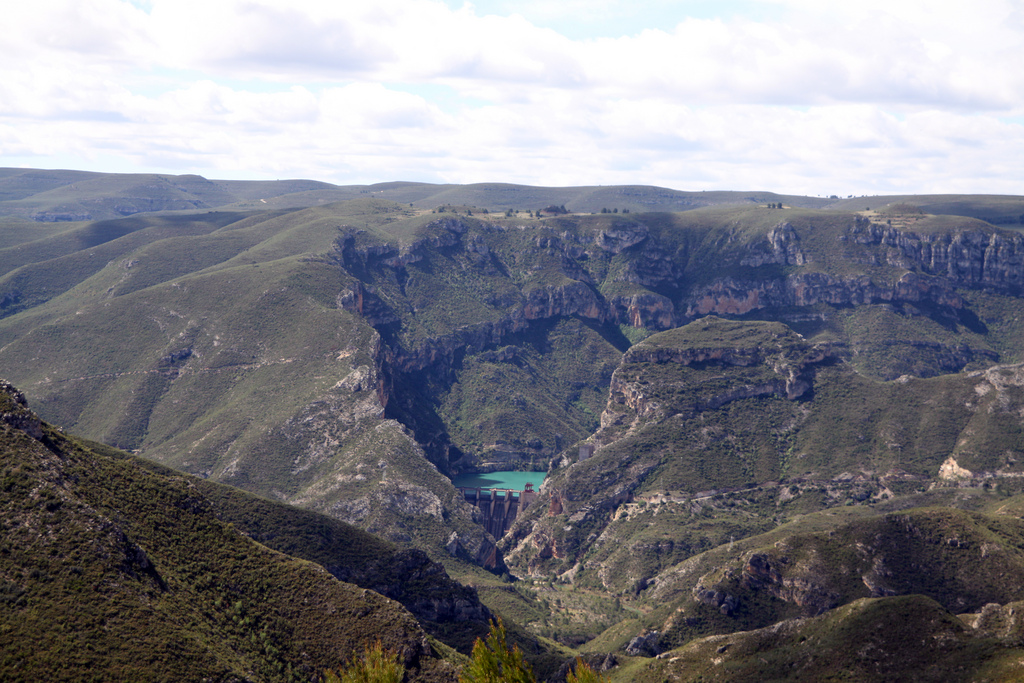
Embalse de El Naranjero.

La Muela de Cortes es una gran plataforma natural de entre 800 y 900 m s. n. m. situada en el norte del Macizo del Caroche. Se encuentra en la mitad meridional del municipio de Cortes de Pallás (Valencia) España.

## Situación
Al este y al norte está limitada por los desfiladeros del río Júcar y el pequeño valle de Cortes. Al oeste lo limita el Valle de Sácaras. Por el sur un entramado de cintos y valles fluviales profundos la separa del Caroche.

## Propietario
La Muela es propiedad del Estado, que en 1973 creó una reserva nacional de caza con una extensión de 36 009 hectáreas.
En la parte superior de La Muela se encuentra un embalse de 23 hm³ de capacidad, construido en 1988 para la generación de energía hidroeléctrica.

## Geología
Se trata de un macizo de origen cretácico compuesto principalmente por calizas alternadas con yesos y arcillas. Pertenece a las últimas estribaciones de la Cordillera Ibérica.
El punto más elevado, a 1015 metros de altitud, es El Pisar, en el Cinto Cabra.

## Uso humano
Solo un 6 % del terreno es de uso agrícola, principalmente dedicados al cultivo de olivos.
Como indica su nombre, la Reserva Nacional de Caza tiene un uso cinegético. Destacan la cabra montés y el muflón.
Hay un importante uso hidroeléctrico en la parte norte. Allí se encuentra el embalse de Cortes-La Muela y el depósito artificial de la Muela, 500 m más elevado. El complejo tiene una potencia de turbinación de 1772 MW y utiliza la energía no demandada para elevar agua al depósito superior, de forma que se acumula como energía potencial.

## Reserva Valenciana de Caza de La Muela de Cortes
Es una zona de uso cinegético, en donde se destacan la cabra montés, muflón, jabalí, ciervo, gamo, y la perdiz roja.

## Historia

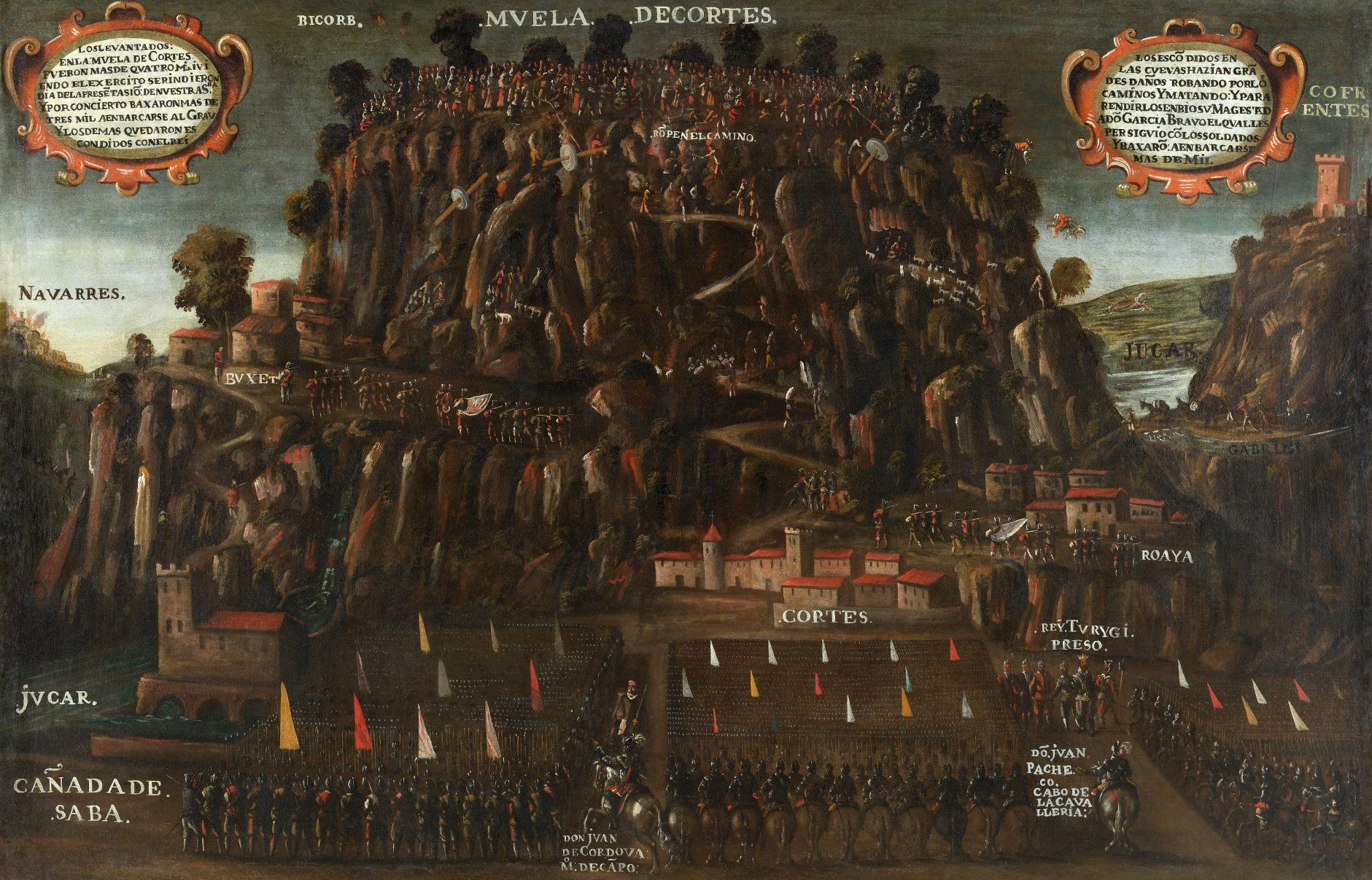
Rebelión de los Moriscos en la Muela de Cortes. Vicent Mestre 1613

En 1609 se reunieron en Teresa de Cofrentes numerosos moriscos que decidieron hacerse fuertes en la Muela para hacer frente a su expulsión. Se les unieron otros correligionarios procedentes de Jalance, Jarafuel, Bicorp, Cofrentes, Dos Aguas y otros lugares. Atacados por el tercio de Lombardía, las fuerzas del gobernador de Játiva y otras fuerzas locales, el principal grupo de los moriscos de la Muela se rindieron el 21 de noviembre y fueron conducidos al Grao de Valencia para su expulsión. Su jefe, Turixí, fue ejecutado en Valencia. Durante los dos años posteriores a la rendición siguieron existiendo en la Muela grupos reducidos de moriscos rebeldes.